# Robert Taylor (atleet)
Robert James Taylor (Tyler, 14 september 1948 – Houston, 13 november 2007) was een Amerikaanse atleet, die was gespecialiseerd in de sprint. Hij was olympisch kampioen en vader van Americanfootballspeler Bobby Taylor.

## Loopbaan
Taylor won bij de Amerikaanse kampioenschappen de 100 m in 1972 en de 400 m in 1977. Op de Olympische Spelen van 1972 in München werd hij tweede op de 100 m achter de Sovjet-atleet Valeri Borzov (goud) en voor de Jamaicaan Lennox Miller.
Overigens had het weinig gescheeld, of Taylor was nooit in de finale van de 100 m terechtgekomen. Nadat de drie deelnemende Amerikanen een dag eerder in de ochtenduren hun series hadden overleefd, waren Eddie Hart, Rey Robinson en Robert Taylor teruggegaan naar hun verblijven in de veronderstelling, dat hun kwartfinales ´s avonds om zeven uur zouden plaatsvinden. Dit tijdstip hadden zij doorgekregen van hun coach Stan Wright, die echter was uitgegaan van een inmiddels achterhaald tijdschema. In werkelijkheid stonden de kwartfinales gepland om kwart over vier. Terwijl zij in het hoofdkwartier van het Amerikaanse televisiestation ABC naar beelden op de monitor stonden te kijken, verschenen ineens de kwartfinales van de 100 m in beeld. In eerste instantie werd nog gedacht, dat ze naar een herhaling van de series stonden te kijken. Toen eenmaal tot hen doordrong, dat het de kwartfinales waren, waren de drie sprinters eerst verbijsterd, waarna er bij hen paniek uitbrak. In allerijl werden ze naar het Olympisch stadion vervoerd, waar alleen Taylor nog net op tijd bleek te zijn voor zijn race. Hij werd tweede achter Valeri Borsov. Maar voor de twee anderen was het te laat, hun races waren al gelopen. Een dag later won Robert Taylor de zilveren medaille.
Taylor liep ook als tweede loper op de 4 x 100 m estafette. De Amerikaanse ploeg, die verder bestond uit Larry Black, Gerry Tinker en Eddie Hart, veroverde een gouden medaille. Met een tijd van 38,19 s evenaarden de Amerikanen het wereldrecord (reeds in handen van Amerika) en versloegen de Sovjet-Unie (zilver) en West-Duitsland (brons). Dit record werd pas op 3 oktober 1977 door de Amerikaanse ploeg in Düsseldorf verbeterd naar 38,03.
Op de Pan-Amerikaanse Spelen in 1975 won Taylor op de 4 x 400 m estafette een gouden medaille. Hij probeerde voor de professionele American Footballclub Kansas City Chiefs als wide receiver (football) te spelen, maar omdat hij de bal niet kon vangen, functioneerde dit niet.
Taylor studeerde af aan de Texas Southern University met een onderwijsgraad en was 22 jaar lang leraar in het speciaal onderwijs in Missouri City. Hij stierf op 59-jarige leeftijd in Houston. Volgens zijn vrouw Cheryl was hij gestorven aan een hartaanval, na al eerder last te hebben gehad van hartproblemen.

## Titels
- Olympisch kampioen 4 x 100 m estafette - 1972
- Amerikaans kampioen 100 m - 1972
- Amerikaans kampioen 400 m - 1977

## Persoonlijke records
| Onderdeel | Prestatie | Datum            | Plaats  |
| --------- | --------- | ---------------- | ------- |
| 100 yd    | 9,2 s     | 1969             |         |
| 100 m     | 10,24 s   | 31 augustus 1972 | München |
| 220 yd    | 22,8 s    | 1970             |         |

## Palmares

### 100 m
- 1972:  OS - 10,24 s

### 400 m
- 1977:  Wereldbeker - 45,57 s

### 4 x 100 m
- 1972:  OS - 38,19 s

### 4 x 400 m
- 1975:  Pan-Amerikaans Spelen